# Stan Levenson
Stan Levenson (eigentlich Stanley Allen Levenson; * 6. Februar 1938 in Toronto) ist ein ehemaliger kanadischer Sprinter.
Bei den Olympischen Spielen 1956 in Melbourne erreichte er über 100 m das Halbfinale und schied in der 4-mal-100-Meter-Staffel im Vorlauf aus.
1958 kam er bei den British Empire and Commonwealth Games in Cardiff über 220 Yards und mit der kanadischen 4-mal-110-Yards-Stafette auf den vierten Platz und schied über 100 Yards im Viertelfinale aus.
Zweimal wurde er Kanadischer Meister über 200 m bzw. 220 Yards (1956, 1958) und einmal über 100 m (1956). Seine persönliche Bestzeit über 100 Yards von 9,6 s stellte er 1958 auf.